# Поліщук Анатолій Антонович
Анатолій Антонович Поліщук (11 січня 1950, с. Великі Межирічі, Рівненської області, Української РСР — 7 червня 2016) — український радянський волейболіст, нападник. Заслужений майстер спорту СРСР (1978).

## Кар'єра

### Клубна
Виступав за команди: 1971—1972 — СКА (Ростов-на-Дону), 1972—1983 — ЦСКА.

### Збірна
У збірній СРСР в офіційних змаганнях виступав у 1974—1978 роках. У складі збірної Москви ставав чемпіоном (1975, 1979) і срібним призером Спартакіад народів СРСР (1983).

## Досягнення

### Збірна
- Срібний призер чемпіонату світу: 1974
- Дворазовий чемпіон Європи (1975, 1977).
- Срібний призер Олімпійських ігор: 1976
- Володар Кубка світу: 1977
- Чемпіон світу: 1978

### Клубні
- 11-разовий чемпіон СРСР (1973—1983)
- 6-разовий володар Кубка чемпіонів ЄКВ (1973—1975, 1977, 1982, 1983)
- Дворазовий володар Кубка СРСР (1980, 1982)

### Індивідуальні
- Заслужений майстер спорту СРСР (1978).

## Джерело
- Волейбол: Енциклопедія / Укл. В. Л. Свиридов, О. С. Чехов. — Томськ : Компанія «Янсон», 2001. (рос.)